# Jurij Łapczynski
Jurij Fedorowycz Łapczynski, ukr. Юрій Федорович Лапчинський, ros. Юрий Федорович Лапчинский, Jurij Fiodorowicz Łapczinski (ur. 26 grudnia 1886?/7 stycznia 1887 w Carskim Siole, zm. 16 października 1937 w ZSRR) – rosyjski rewolucjonista, ukraiński komunista, radziecki dyplomata, działacz państwowy.

## Życiorys
Ukończył gimnazjum. W 1905 roku wstąpił do frakcji bolszewickiej Socjaldemokratycznej Partii Robotniczej Rosji (RSDRP). W 1910 roku był aresztowany za działalność rewolucyjną. W 1911 roku ukończył studia prawnicze na uniwersytecie w Petersburgu. W 1914 roku zesłano go do guberni chersońskiej. Po powrocie z zesłania w 1915 roku, został adwokatem w Krzemieńczuku. Jednocześnie kierował strukturami RSDRP(b) w pobliskim miasteczku Kriukowo. W 1917 roku zorganizował Radę Delegatów Robotniczych i Wojskowych w Kremeczudze. Od sierpnia tego roku kierował miejscowym komitetem ochrony rewolucyjnej. Na pocz. listopada uczestniczył w obwodowym zjeździe Rosyjskiej Partii Komunistycznej (bolszewików) (RKP(b)) w Kijowie, zaś pod koniec listopada w pierwszym wszechukraińskim zjeździe rad w Charkowie. Wybrano go członkiem centralnego komitetu wykonawczego rad Ukrainy. Następnie objął funkcję narkoma spraw społecznych, zaś w marcu 1918 roku narkoma sprawiedliwości. Jednocześnie kierował sekretariatem krajowym. W kwietniu tego roku uczestniczył w pertraktacjach z hetmanem Pawłem Skoropadskim. Był członkiem Centralnej Komisji Wyborczej Rad Ukrainy. W grudniu został pełnomocnikiem Tymczasowego Robotniczo-Chłopskiego Rządu Ukrainy na Czernihowszczyźnie. W styczniu 1919 roku stanął na czele gubrewkomu w Czernihowie. W październiku tego roku przyjechał do Moskwy, gdzie wystąpił z krytyką Komunistycznej Partii (bolszewików) Ukrainy, po czym utworzył opozycyjną frakcję tzw. federalistów, opowiadającą się za powołaniem odrębnej ukraińskiej partii komunistycznej i powołaniem równorzędnej federacji pomiędzy Rosją i Ukrainą. Od 1920 roku Łapczynski pełnił funkcję sekretarza Wszechukraińskiego Centralnego Komitetu Wyborczego. Ponadto był członkiem gubrewkomu w Kijowie. W kwietniu tego roku ogłosił deklarację, w której skrytykował kierownictwo RKP(b) za powołanie reżimu okupacji wojskowej na Ukrainie, a także porównał odnoszenie się rosyjskich bolszewików do Ukraińców do kolonialnych stosunków Zachodnich Europejczyków do Azjatów i Afrykańczyków. Kolejnym krokiem było przejście do nowo utworzonej Ukraińskiej Partii Komunistycznej (UKP), której stał się jednym z przywódców. W lipcu 1920 roku został aresztowany przez CzeKa, po czym skazano go na karę zsyłki poza granice Ukrainy. W marcu 1922 roku dobrowolnie odszedł z UKP. W rezultacie został stałym przedstawicielem Ukrainy i jednocześnie przewodniczącym Ukraińskiego Czerwonego Krzyża w Polsce, a następnie Niemczech. Po powrocie do ZSRR objął funkcję konsultanta prawniczego gubselchozbanku w Kijowie. Potem był dyrektorem kino fabryki w Odessie. W 1925 roku publicznie przyznał się do błędów w pracy partyjnej. W 1926 roku w organie prasowym KP(b) Ukrainy „Litopys rewoluciji” opublikował pamiętniki. W latach 1928–1930 pełnił funkcję konsula generalnego we Lwowie. Następnie pracował w narkomacie spraw zagranicznych ZSRR. Od 1931 roku był członkiem prezydium gosplanu Ukraińskiej Socjalistycznej Republiki Radzieckiej. Od 1934 roku kierował oddziałem kommunchozu oblispołkomu w Kijowie. W lipcu 1935 roku został państwowym inspektorem sanitarnym i jednocześnie drugim zastępcą narkoma ochrony zdrowia. W poł. grudnia tego roku został aresztowany przez NKWD. Skazano go na karę 5 lat łagrów. Został osadzony w obozie na Kołymie. We wrześniu 1937 roku ponownie go skazano na karę śmierci, wykonaną przez rozstrzelanie 16 października tego roku.